# Ogba/Egbema/Ndoni
Ogba/Egbema/Ndoni è una delle ventitré aree a governo locale (local government areas) in cui è suddiviso lo stato di Rivers, nella Repubblica Federale della Nigeria.
Si estende su una superficie di 1.621 km² e conta una popolazione di 284.010 abitanti..